# Kaphyacint

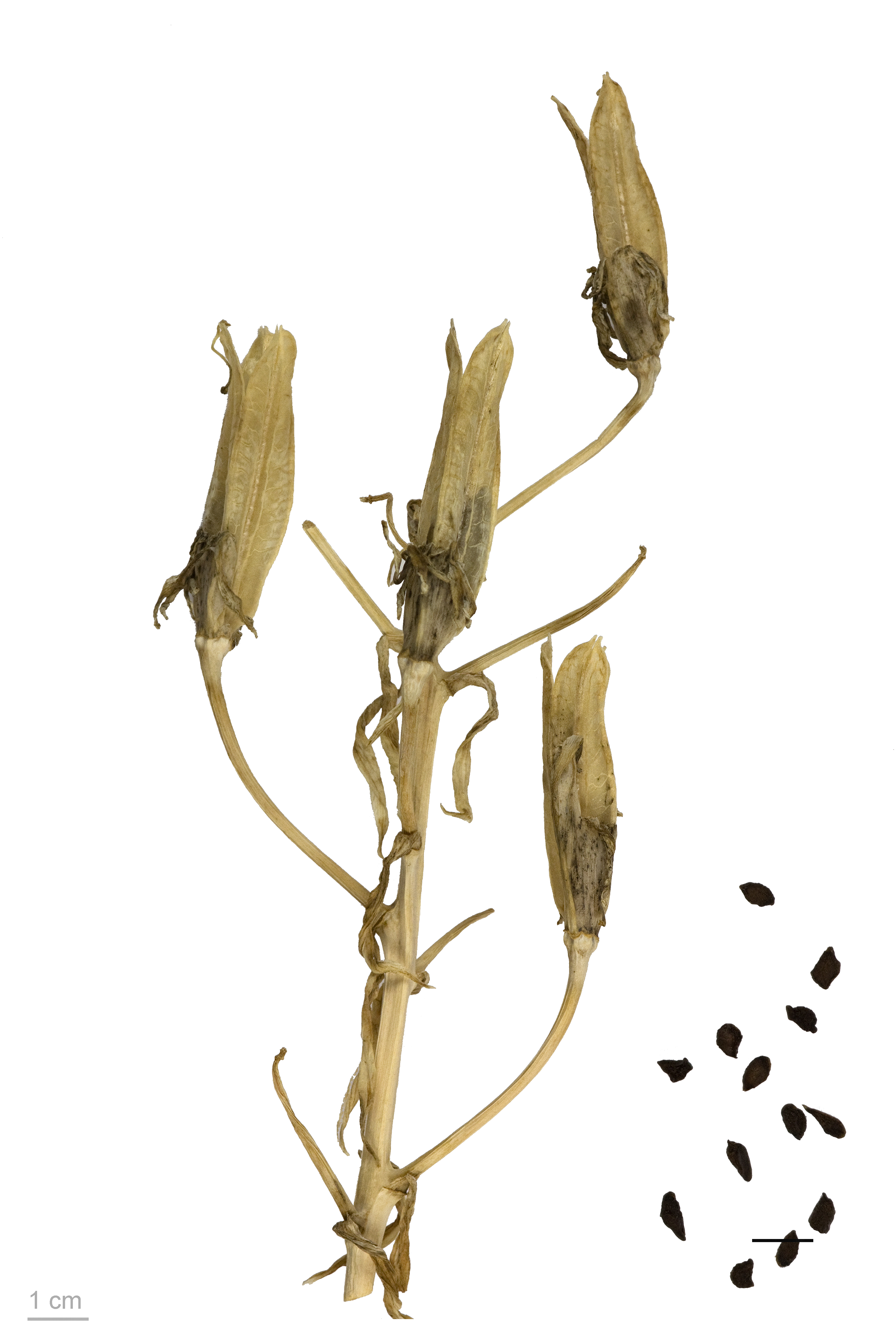
Ornithogalum candicans

Kaphyacint (Ornithogalum candicans) är en art i familjen Sparrisväxter från Sydafrika och Lesotho. Arten fördes tidigare till släktet Galtonia, men förs numera till stjärnlökarna (Ornithogalum). Kaphyacint odlas som utplanteringsväxt i Sverige och kan endast förväntas vara härdig i extremt varma lägen.
Kaphyacint är som vild en flerårig lökväxter med smala blad. Blommorna sitter i långa klasar, och är grön-vita. Ståndarsträngarna är plattade. I hela växten finns hjärtaktiva gifter.

## Synonymer
Galtonia candicans (Baker) Decne.
Hyacinthus candicans Baker
- Wikimedia Commons har media som rör Kaphyacint.